# Jeffrey Lord
Jeffrey Lord (* 25. Juli 1951) ist ein US-amerikanischer Autor und politischer Stratege in Pennsylvania, der als ein associate political director der ehemaligen Regierung Ronald Reagans  diente.

## Frühes Leben
Lord wurde in Northampton, Massachusetts 1951 geboren. Er machte einen Abschluss am Franklin and Marshall College in Lancaster, Pennsylvania.

## Karriere
Lord arbeitete zunächst als Pressereferent im Pennsylvania State Senate. Er arbeitete für den Congressman Bud Shuster als Pressesekretär für U.S. Senator H. John Heinz III. Später arbeitete er für Drew Lewis, als dieser die Präsidentschaftskandidatur Reagans unterstützte. Zwischen 1987 und 1988 arbeitete er für die Regierung Reagan. Er arbeitete für Jack Kemp während der Präsidentschaft George H. W. Bushs.
Lord arbeitete später als Kommentator für  CNN, The Weekly Standard, The American Spectator, National Review Online, das Wall Street Journal, die Washington Times, die Los Angeles Times, den Philadelphia Inquirer, die Pittsburgh Post-Gazette und die Harrisburg Patriot-News. Später schrieb er die The Borking Rebellion und "The Trump Defender".

### Politischer Kommentator
Im Juli 2010, attackierte Lord die Afroamerikanerin Shirley Sherrod in einem Artikel  im the American Spectator. Sherrod hatte ausgesagt, einer ihrer Vorfahren sei gelyncht worden. Tatsächlich ist dieser aber von Polizisten zu Tode geprügelt worden. Lord stellte daher Sherrods Glaubwürdigkeit in Frage. Als Reaktion darauf sah er sich heftiger Kritik ausgesetzt. Zu den Kritikern gehörten auch andere Journalisten des American Spectator.
Im Mai 2012, Lord verglich er im The American Spectator  Präsident Barack Obama mit dem chinesischen Diktator Mao Zedong. Als Argument nannte Lord, sowohl Obama als auch Mao hätten den Slogan "Vorwärts" benutzt. Im gleichen Artikel verglich er Obama mit der Hitlerjugend, da diese das Lied "Vorwärts! Vorwärts!" gesungen habe.
Im Februar 2015 und im Juni 2015 forderte Lord Vertreter der Demokratischen Partei dazu auf, sich für die Sklaverei und das rassistische Jim CrowSystem sowie die Ermordung der Indianer zu entschuldigen.
Lord behauptete 2016, dass der KKK linksgerichtet sei und dass diejenigen, die von Trump eine Distanzierung zum KKK forderten, die Nation spalten würden.
CNN brach die Beziehungen mit Lord am 10. August 2017 ab, nachdem er sich auf Twitter mit den Worten „Sieg Heil!“ an Angelo Carusone, Präsident von Media Matters for America gerichtet hatte, um seine links-liberalen Ansichten zu verhöhnen.

## Bibliographie
- The Borking Rebellion: The Never-Before-Told Story of How a Group of Pennsylvania Women Attorneys took on the Entire U. S. Senate Judiciary Committee—And Won. Katco Literary Group, 2005, ISBN 0-9646484-4-X.
- What America Needs: The Case for Trump. Regnery Publishing, 2016, ISBN 978-1-62157-523-8 (Google Books).